# Yahya Dibba
Yahya Dibba ist ein gambischer Politiker.

## Leben
| Parlamentswahl | Stimmen | Stimmanteil     |
| -------------- | ------- | --------------- |
| 2012           | n/a     | ohne Konkurrenz |

Yahya Dibba trat bei der Wahl zum Parlament 2012 als Kandidat der Alliance for Patriotic Reorientation and Construction (APRC) im Wahlkreis Kiang West in der Mansa Konko Administrative Area an. Da es von der Opposition keinen Gegenkandidaten gab, konnte er den Wahlkreis für sich gewinnen. Am 6. September wurde Dibba auf Anweisung der Partei verhaftet und inhaftiert, er wurde auch sofortiger Wirkung aus der APRC ausgeschlossen. Ihm wurde parteischädliches Verhalten vorgeworfen, was genau ist nicht in die Öffentlichkeit gelangt. Infolgedessen wurde für den 5. Dezember 2013 Nachwahlen im Wahlkreis Kiang West angesetzt.